# WSP Danmark
WSP Danmark A/S, er en rådgivende ingeniørvirksomhed inden for bl.a. miljø, byggeri, klima, forsyning, infrastruktur, informatik og energi. WSP Danmark rådgiver inden for miljø, forsyning og byggeri med særligt fokus på bæredygtighed og helhedsløsninger. Firmaet udfører alle opgaver lige fra planlægning til projektering, udbud og tilsyn. Virksomheden arbejder primært i Danmark og Grønland.

## Historie
Firmaet var oprindeligt en del af koncernen Dalgasgroup, der er ejet af foreningen Hedeselskabet. Det hed i begyndelsen Hedeselskabet Miljø og Energi A/S, men skiftede i 2006 navn til Orbicon. Orbicon blev i 2019 opkøbt af canadiske WSP og blev i 2020 omdøbt til WSP Danmark.

## Organisation
Per Christensen er administrerende direktør. Virksomheden er ejet gennem den svenske virksomhed WSP Sverige AB. Orbicon havde datterselskabet Orbicon Informatik indtil en fusionering i 2016.
Der er syv kontorer i Danmark.

## Arbejdsområder
Firmaet leverer ydelser inden for:
- Miljø
- Forsyning
- Byggeri
- Arbejdsmiljø
- Anlæg
- Klima & energi
- Drift og vedligehold
- Informatik

WSP Danmark er desuden leverandør i Statens og Kommunernes Indkøbs Service, og samarbejder med Soil Association Woodmark om FSC® og PEFC™ certificering i Danmark, Finland, Norge og Sverige.

## Eksterne links
- WSP Danmarks hjemmeside